# Tigran L. Petrossian
Pour le champion du monde d'échecs, voir Tigran Petrossian.
Tigran Levoni Petrossian (en arménien : Տիգրան Լ. Պետրոսյան) est un grand maître arménien du jeu d'échecs né le 17 septembre 1984.

## Carrière

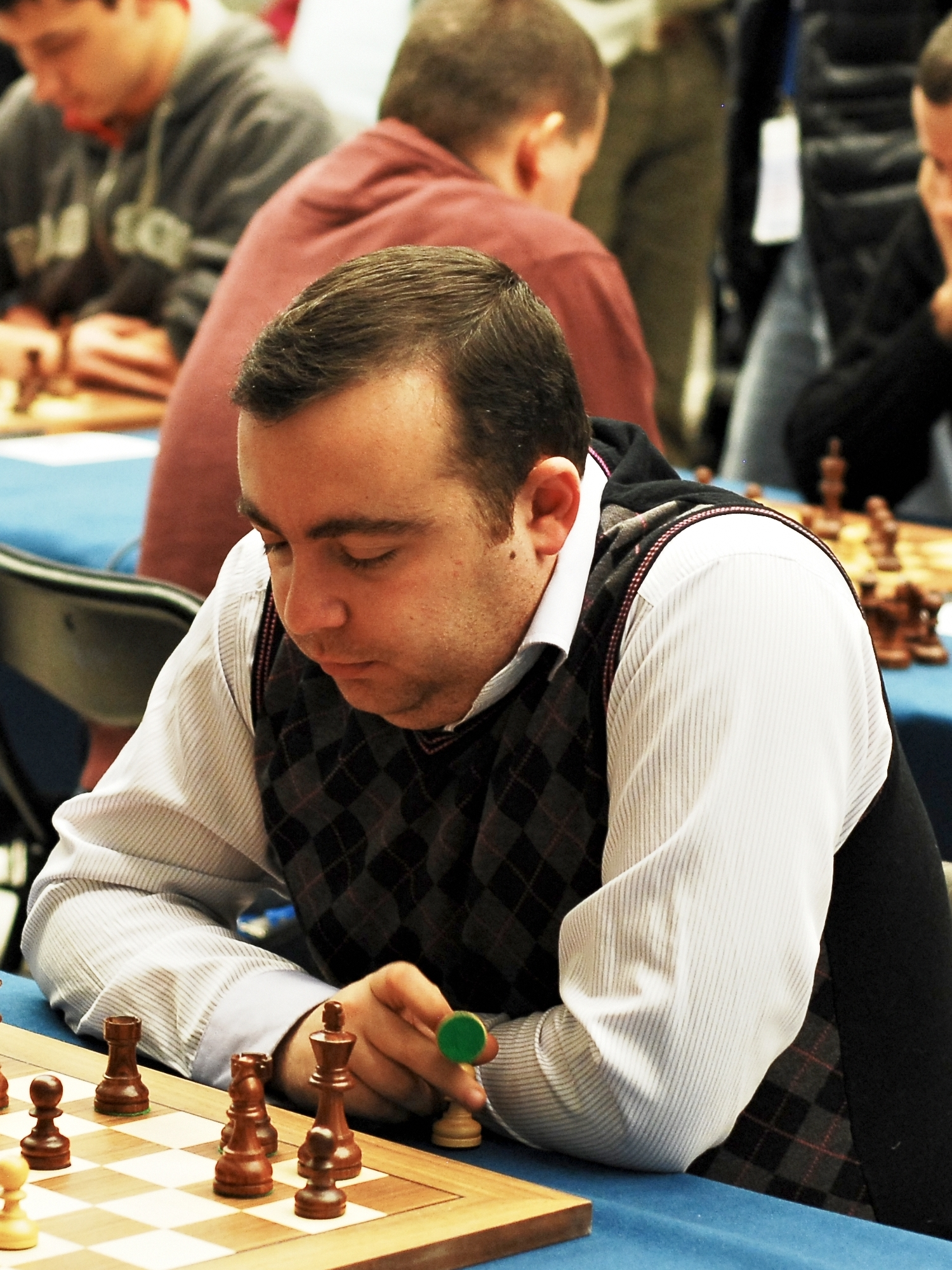
Tigran L Petrossian en 2012

Chez les jeunes, Petrossian a remporté le championnat d'Arménie des moins de 18 ans et la médaille d'argent au championnat du monde d'échecs junior en 2004.
Il était membre de l'équipe d'Arménie qui remporta la médaille d'or de l'olympiade d'échecs de 2008 où il a marqué 7 points ½ sur 11 au quatrième échiquier.
Lors de la Coupe du monde d'échecs 2009, Petrossian fut éliminé au premier tour par l'Allemand Georg Meier.
Au 1er janvier 2012, son classement Elo est de 2 636, ce qui en fait le 134e joueur mondial actif et 5e Arménien.
En janvier 2012 il remporte le 72e championnat d'Arménie, 66 ans après son illustre homonyme et ancien champion du monde Tigran Petrossian.

## Controverse (2020)
Le 1er octobre 2020, le site d'échecs en ligne Chess.com fait savoir que l'équipe des Armenian Eagles, dans laquelle Tigran Petrossian jouait, est disqualifiée de la PROChessLeague (PCL). Elle venait de remporter la finale face aux Saint Louis Archbishops menés par Wesley So et Fabiano Caruana. Le site annonce en effet qu'après des investigations approfondies, la section chargée du fair-play a déterminé que Tigran L. Petrossian avait violé les règles d'équité durant les matchs de demi-finale et de finale qui avaient eu lieu les 25 et 27 septembre 2020. En conséquence, le site annonce que Petrossian est banni définitivement du site, et que son équipe fait l'objet d'une interdiction temporaire de participation à la prochaine PCL. Les Saint Louis Archbishops sont dès lors déclarés vainqueurs, pour la deuxième fois consécutive, et la troisième fois au total.
Dans une vidéo publiée en réaction à cette annonce, le joueur américain Hikaru Nakamura suggère que Petrossian soit également banni de toutes les compétitions et pas seulement de celles organisées par le site chess.com. Cette décision appartient à la commission d'éthique de la FIDE. Celle-ci a déjà par le passé pris de telles décisions, comme par exemple s'agissant de Gaïoz Nigalidzé (en) qui a été interdit de compétition pendant trois ans et a perdu son titre de grand maître pour avoir triché, dans les toilettes, en avril 2015 lors d'une partie l'opposant à Tigran L. Petrossian durant l'Open de Dubaï. Cependant, il s'agissait d'une compétition homologuée par la FIDE, ce qui n'est pas le cas des tournois en ligne. 